# Марсовци
Марсовци су фиктивни становници планете Марс и најпознатији назив за неког ванземаљца. Према уобичајном схватању значења речи „становник“ и досадашњим научним открићима не постоји ни један Марсовац, мада се раније веровало да је могуће да је Марс насељен.
Многи филмови, романи, стрипови и друго инспирисани су идејом о постојању Марсоваца, а у савременој култури можда има чак и више алузија на тему таквих филмова, романа, стрипова него њих самих.